# Gregor Mendel
Gregor Johann Mendel (češki: Řehoř Jan Mendel) (Hynčice, 20. srpnja 1822. – Brno, 6. siječnja 1884.) bio je austrijski svećenik i znanstvenik, redovnik augustinac.

## Životopis
Gregor Mendel rođen je 20. srpnja 1822. godine kao Johann Mendel, u malom selu Hynčice (nje. Heizendorf bei Odrau), Šleska (tada dio Austrijskoga Carstva, a danas Češke). Lokalni učitelj i svećenik uočili su Johannovu inteligenciju te mu pomogli da nastavi školovanje. U slučaju da se priključi augustincima – crkvenom redu koji se bavi podučavanjem, crkva bi mu platila školovanje. Mladi Mendel se zaredio 1843. u samostanu grada Brünna (danas Brno). Poštujući augustinijanska pravila, izabrao je i novo ime – Gregor. 

## Rad i djelo
Ljudi još od davnina znaju da se osobine prenose s roditelja na potomstvo jer su djeca neizbježno sličila na svoje roditelje. Od trenutka kada su se počele uzgajati biljke i životinje, ljudi su namjerno sparivali jedinke koje su pokazivale bolje osobine. Takav način uzgoja naziva se kontroliranim. Kroz povijest, kontrolirani je uzgoj često bio uspješan ali ponekad i poražavajući. Međutim, nitko nije znao zašto je tome tako. 
U Mendelovo doba ljudi još nisu razumjeli mehanizme nasljeđivanja jer su zapravo tek tada počeli razumijevati proces razmnožavanja. Mnogi biolozi još su se prepirali oko pitanja pojedinačne uloge muškog i ženskog roditelja u stvaranju potomstva. Mendel je smatrao da oba roditelja imaju podjednake udjele u potomstvu – da svaki roditelj daje po jednu spolnu stanicu koje se spajaju u oplođeno jaje odnosno zigotu. Bilo je jasno da spolne stanice moraju nositi nasljedne informacije, ali nitko nije bio potpuno siguran kako su te informacije tamo uopće došle.
 Istraživanje nasljednih osobina kod biljaka-
Mendela je silno zanimala pojava nasljeđivanja određenih osobina kod biljaka, posebno kada su se međusobno oprašivale biljke različita izgleda. Križanjem takvih biljaka nastaju hibridi. Hibridni potomci obično pokazuju osobine oba roditelja, ali ne uvijek. Osobine ponekad izostanu, ali se zato pojave u kasnijim generacijama. Mendel se zapitao što je uzrok tome i postoji li prepoznatljiv sustav po kojem se to događa. Za test organizam uzeo je obični, jestivi vrtni grašak (Pisum sativum). Osim laganog uzgoja, grašak ima niz osobina sjemena i stabljike koje je bilo lako identificirati. Tako je Mendel izabrao sedam različitih osobina: visinu biljke, položaj cvjetova na stabljici, boju cvijeta, boju nezrelih mahuna, oblik (izgled) zrelih mahuna, oblik sjemenke i boju sjemenke ispod sjemene lupine.
Mendel je međusobno oprašivao biljke koje su se razlikovale po određenim osobinama. Nakon toga je prebrojio potomke ovih dviju biljaka kod kojih se osobina ispoljila na jedan način te one kod kojih se ista ispoljila na drugi način. Potom je pustio ove potomke i potomke ovih potomaka da se samoopraše (muška i ženska spolna stanica potječu od istog roditelja). Ovaj proces nastavio je kroz nekoliko generacija graška, uvijek pomno prebrojivši koliko se puta pojedini oblik promatrane osobine pojavio. 
Planirajući i izvodeći ovaj pokus, Mendelu je uspjelo što nije niti jednom istraživaču prije njega. On je, umjesto da proučava cjelokupni izgled biljke, odabrao nekoliko različitih osobina čije je promjene pratio. Pritom je izabrao osobine koje se ispoljavaju u dva lako uočljiva, različita oblika. Vjerodostojnost Mendelovog pokusa leži u dugotrajnom kontinuiranom radu s graškom. Naime, Mendel je pratio grašak osam godina, promatrajući više od 30 000 jedinki. Neke je biljke pratio čak kroz sedam generacija. On nije samo pasivno promatrao promjene koje su se pojavljivale iz generacije u generaciju, već je uvijek nastojao točno izbrojiti broj jedinki koje su posjedovale određenu osobinu. Nakon toga je koristeći matematičke formule nastojao otkriti pravila po kojima se osobine nasljeđuju. Zbog toga Mendela smatramo jednim od prvih znanstvenika koji je koristio statistiku (granu matematike koja se bavi proučavanjem i analizom brojčanih podataka) prilikom interpretacije rezultata istraživanja. 
Nakon što je tablično prikazao rezultate stotina križanaca i samooprašenih biljaka, Mendel je uočio određenu pravilnost. Kada je križao npr. visoke i niske biljke, svi potomci bili su visoki. Nije bilo niskih ili srednje visokih biljaka. Ako bi dopustio samooprašivanje, niski bi se grašak ponovno pojavio – jedna od četiri biljke u drugoj generaciji bila je niska. U trećoj generaciji biljaka koje su se samooprašivale, niske su biljke davale još više niskih potomaka. Jedna trećina visokih biljaka davala je samo visoke biljke, dok su ostale dvije trećine visokih biljaka među potomstvom imale visoke i niske biljke, ali opet u omjeru 3:1. (Slika 4). U svim kasnijim generacijama ponovili su se isti rezultati. Isti rezultati pojavili su se i kod ostalih osobina koje je Mendel pratio. Jedan oblik svake osobine pokazao se tri puta češći od drugog u svim generacijama nakon prve. Takav oblik Mendel je nazvao dominantnim dok je manje česti oblik nazvao recesivnim.
Mendel je također spoznao i da se osobine nasljeđuju neovisno jedna od druge. Uočio je da nasljeđivanje boje sjemena nema veze s visinom roditeljskih biljaka. Nije bilo važno ni koji je roditelj bio visok, majka ili otac. 
Iz rezultata koje je imao pred sobom, Mendel je također zaključio da svako sjeme sadrži dva čimbenika koji određuju izražavanje pojedine osobine. Jedan čimbenik sjeme bi dobilo iz ženske, a drugi iz muške spolne stanice. Budući da je svaka roditeljska biljka morala sadržavati dva čimbenika datog svojstva, Mendel je zaključio da se ovaj par kod svakog roditelja morao razdvojiti tijekom stvaranja spolnih stanica. Kada se to ne bi događalo, potomci bi nasljeđivali četiri čimbenika. Ako je roditeljska biljka bila hibrid koji nosi dva različita čimbenika, polovica njezinih spolnih stanica sadržavala bi jedan, a polovica drugi čimbenik. Samo je slučaj mogao odlučiti koji će potomak naslijediti koji čimbenik. Ako su oba čimbenika koja je potomak naslijedio bila identična (homozigot – dominantni ili recesivni), potomak bi pokazao samo taj oblik osobine i dalje bi ga prenosio. U slučaju da je dobio dva različita čimbenika (heterozigot), dominantni i recesivni, vidljiv bi bio samo onaj dominantan. No, ovakva bi biljka svejedno svom potomstvu predavala i recesivni čimbenik. Ova teorija objašnjava odnos 3:1 između dominantnih i recesivnih osobina koje je Mendel otkrio. 
Mendelovi čimbenici zapravo su geni koje on nije poznavao kao što nije poznavao ni pojam homolognih kromosoma. Na osnovi Mendelovih rezultata, kasnije su formulirana 3 Mendelova zakona.
Rezultate svoga rada Mendel je objavio u obliku znanstvenog članka pod nazivom Eksperimenti u hibridizaciji biljaka (Versuche ûber Pflanzenhybriden) u malom znanstvenom časopisu Prirodoslovnog društva iz Brna 1866. godine. Postojalo je samo 115 kopija časopisa, stoga ni ne čudi da se za Mendela i njegov rad nije čulo. Oni koji su članak pročitali, nisu bili ni najmanje impresionirani otkrićima. Poznato je čak i da je Darwin imao jedan primjerak, ali je naknadno utvrđeno da članak uopće nije pročitao. Dvije godine nakon objavljivanja članka, Mendel je izabran za opata samostana u Brnu te zbog prezaposlenosti više nije imao vremena za istraživanje. 
Mendel je uživao predavajući, uz mnogo entuzijazma nastojao je u drugima pobuditi interes za učenje i istraživanje. Držao je predavanja u Prirodoslovnom društvu u Brnu s ciljem da i drugi istraživači pođu njegovim stopama te da pokušaju ponoviti njegove pokuse. S obzirom na to da za njegova života to nije nitko učinio, Mendel je umro pomalo razočaran, 6. siječnja 1884. godine. Unatoč tome nikada nije sasvim odustao od nade da će rezultati njegovog mukotrpnog rada jednog dana postati cijenjeni. 
Svijet je Mendelove zasluge priznao tek 16 godina nakon njegove smrti. Tada je nizozemski istraživač Hugo de Vries proveo križanja biljaka koja su u osnovi dala iste rezultate kao i Mendelovi pokusi s graškom. U vrijeme kada je radio na svom pokusu, Hugo de Vries nije čuo za Mendela, a otkrio ga je tek kada je namjeravao objaviti svoje rezultate. Proučavajući znanstvenu literaturu naišao je na Mendelov članak. Istovremeno su još dva istraživača, Carl Correns u Njemačkoj i Erich von Tschermak u Austriji, otkrila Mendelov rad neovisno jedan o drugom. Sva su trojica istraživača spomenula Mendela u svojim radovima u kojima opisuju vlastite pokuse na području uzgoja biljaka. Tek je četvrti istraživač, William Bateson, promovirao Mendelovo ime u znanstvenom svijetu. On je shvatio da bi Mendelovi zakoni mogli postati kamen temeljac nove znanosti za koju je 1906. skovao naziv genetika.
Kad se citira Mendelov doprinos botaničkom imenu, rabi se oznaka Mendel.

## Mendelovi zakoni
1. Zakon o jednoličnosti: križanjem čiste linije jedinki tj. homozigotnih roditelja (AA, aa) nastaju potomci F1 generacije međusobno jednaki. Na primjer, ako je križana biljka recesivne osobine a s biljkom recesivne osobine a, svi su potomci te osobine, jer je ta osobina recesivna te da bi bila vidljiva u fenotipu, oba alela moraju biti recesivna (aa).
2. Zakon segregacije: odvajanjem alela tijekom mejoze u drugoj generaciji, omjeri pojedinih svojstava su konstantni. Pratimo li jednu osobinu kod križanja uz postojanje dominantnog svojstva, promatra se jedno svojstvo koje se nasljeđuje, s tim da jedna jedinka nosi dva dominantna alela za jedno svojstvo (AA), a druga dva recesivna za isto svojstvo (aa). Križanjem će se u prvoj generaciji pojavljuje samo dominantna osobina, dok u drugoj dolazi u omjeru 3:1 zbog toga što su se recesivni aleli uspjeli spojiti tijekom križanja F1.
3.  Zakon nezavisnog nasljeđivanja: pojedina svojstva, koja se nasljeđuju odvojeno, pri križanju među jedinkama raspodjeljuju se po nasumičnom uzorku, bez nekakvog pravila. Zbog toga kod križanja kad pratimo dvije osobine, imati 16 mogućih kombinacija alela.

## Vanjske poveznice
- Genetika i molekularna biologija. Genetika i Mendel  Arhivirana inačica izvorne stranice od 7. veljače 2015. (Wayback Machine)